# Alto del Perdón
L'Alto del Perdón (Erreniega) è un'altura di circa 735 metri s.l.m. situata lungo la via francese del cammino di Santiago. Si trova al centro dell'omonima sierra nel comune di Zizur Mayor, appartenente alla provincia autonoma della Navarra, a circa 13 km da Pamplona e 10 km da Puente la Reina.
Sulla sommità dell'alto sono poste circa 40 pale eoliche, che sfruttano il notevole vento della zona, e uno dei più particolari monumenti al pellegrino posti lungo il Cammino.
Questo monumento, eretto nel 1996 dagli Amici del Cammino di Navarra, reca incisa la frase Donde se cruza el camino del viento con el de las estrellas (Dove si incrocia il cammino del vento con quello delle stelle), che richiama sia il costante vento che soffia sulla collina sia la leggenda del ritrovamento della tomba dell'apostolo Giacomo (indicata appunto da una stella all'eremita Pelayo nell'813).